# Капурсо
Капурсо (итал. Capurso) је насеље у Италији у округу Бари, региону Апулија.
Према процени из 2011. у насељу је живело 13958 становника. Насеље се налази на надморској висини од 77 м.

## Становништво
| 1931. | 1936. | 1951. | 1961. | 1971. | 1981.  | 1991.  | 2001.  | 2011.  |
| ----- | ----- | ----- | ----- | ----- | ------ | ------ | ------ | ------ |
| 5.118 | 5.260 | 6.013 | 6.384 | 7.185 | 10.205 | 13.470 | 14.376 | 15.396 |